# Evangelische Kirche (Höckersdorf)

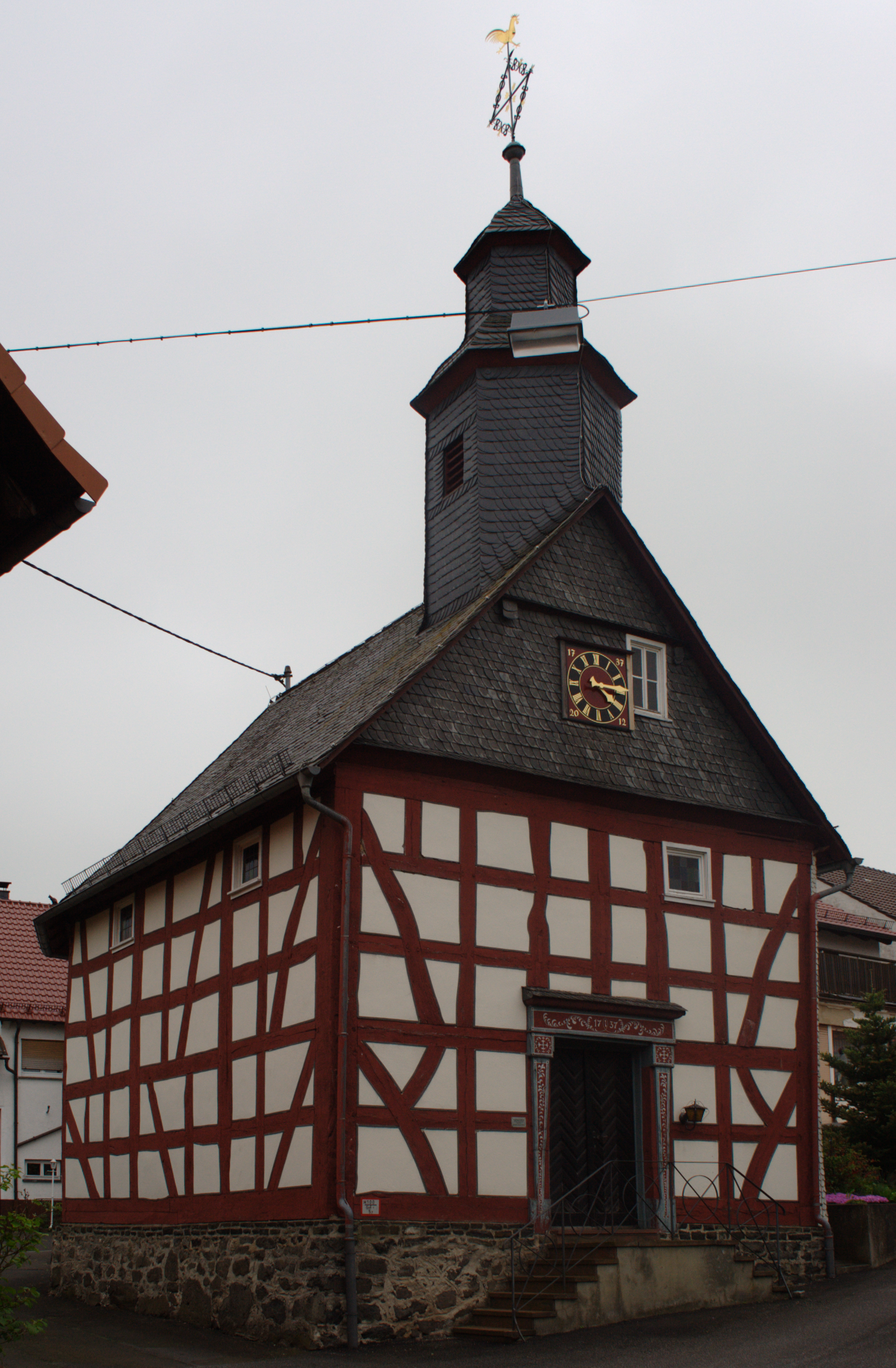
Evangelische Kirche in Höckersdorf

Die evangelische Kirche Höckersdorf ist ein denkmalgeschütztes Kirchengebäude, das im Ortsteil Höckersdorf der Gemeinde Mücke im Vogelsbergkreis (Hessen) steht. Die Kirche ist Filiale der Kirchengemeinde Bobenhausen II im Dekanat Büdinger Land in der Propstei Oberhessen der Evangelischen Kirche in Hessen und Nassau.

## Geschichte und Architektur
Die Fachwerkkirche wurde 1737 erbaut. Ursprünglich diente sie nur für Trauerfeiern, da die regulären Gottesdienste in der Mutterkirche in Bobenhausen II stattfanden. Das Kirchenschiff ist im Osten vierseitig abgeschlossen.
Aus dem verschieferten Satteldach erhebt sich im Westen ein sechseckiger, mit einer sechseckigen Laterne bekrönter Dachreiter, hinter dessen Klangarkaden sich der Glockenstuhl verbirgt. Im Jahr 2008 wurde der Turm saniert. Die Turmuhr befindet sich im Dachgeschoss, ihr Zifferblatt ist am westlichen Giebel angebracht.

## Orgel
Die Orgel stand ursprünglich in Wingershausen und wurde von einem unbekannten Orgelbauer vor 1694 gebaut. Sie wurde 1872 von dort angekauft und von Adam Karl Bernhard nach Höckersdorf umgesetzt, weil er 1870–1872 eine neue Orgel für Wingersdorf gebaut hatte. Die Firma Förster & Nicolaus Orgelbau führte in den 1960er Jahren eine Renovierung durch. Das Instrument verfügt über sieben Register auf einem Manual und Pedal. Die Disposition lautet wie folgt:
| I Manual C–c3 |    |
| Gedackt       | 8′ |
| Salicional    | 8′ |
| Principal     | 4′ |
| Holzgedackt   | 4′ |
| Octave        | 2′ |
| Mixtur I      | 1′ |

| Pedal C–c |     |
| Subbass   | 16′ |

- Koppeln: I/P